# Straßenbahn Ouargla
Die Straßenbahn Ouargla ist die Straßenbahn der knapp 200.000 Einwohner zählenden algerischen Stadt Ouargla. Der fünfte Straßenbahnbetrieb Algeriens ging am 20. März 2018 in Betrieb. Bis 1960 hatte in der Altstadt eine kurze Pferdestraßenbahn existiert.
Die einzige Linie T1 führt von der Cité Administrative über das Stadtzentrum zur Neustadt Hai Nasr. Sie ist 9,7 km lang und umfasst 16 Stationen sowie einen Betriebshof. Betreiber ist die EMA (Entreprise Métro d’Alger). Sie hat von Cital, einem Joint Venture, an dem sie selbst, das spanische Bauunternehmen Ferrovial und der französische Schienenfahrzeugbauer Alstom beteiligt sind, 23 niederflurige Straßenbahnfahrzeuge des Typs Citadis erworben. Der erste Triebwagen der Bauart Cital 402 – im Aufbau baugleich zum Citadis 402 – wurde im Dezember 2016 nach Ouargla geliefert.
Der Bau der Linie wurde Alstom und Cital übertragen. Alstom ist für die elektrischen Anlagen einschließlich der Unterwerke, das Signal- und Telekommunikationssystem, das Fahrscheinsystem, die Ausrüstung für den Unterhalt und die Hilfe beim Betrieb zuständig.

## Fahrzeuge
Die zum Citadis 402 im Grunde baugleichen 23 siebenteiligen Fahrzeuge sind knapp 44 m lang, sie können mehr als 400 Fahrgäste befördern. Abweichend zum Citadis-Standard erhielten sie in Anbetracht der hohen Temperaturen eine verstärkte Klimaanlage und wegen der intensiven Sonneneinstrahlung beschichtete Scheiben. Gegen den Flugsand – Ouargla liegt an einer Quelloase in der Sahara – wurden die Antriebs- und Bremsanlagen abgedichtet, auch die Gelenke, die Stoßdämpfer und der Pantograf sind hier besonders geschützt.
Das Design der Züge stammt von Alstom. Äußerlich sollen sie an die Farben von Sonne und Wüste erinnern, das Interieur ist von der Milde und Frische der Palmenhaine inspiriert.

## Betrieb
Die Fahrzeit zwischen den Endpunkten beträgt 34 Minuten, bei einer durchschnittlichen Geschwindigkeit von 20,6 km/h. Während der Hauptverkehrszeiten verkehren die Züge im Fünf-Minuten-Takt. Die erwartete Beförderungsleistung liegt bei 3450 Fahrgästen pro Stunde und bis zu 34 Millionen Personen pro Jahr.
Während des islamischen Fastenmonats Ramadan sind die Züge nur alle zwanzig Minuten unterwegs. An den dann abgestellten Fahrzeugen gibt es zum Fastenbrechen Gratismahlzeiten für Personal und Fahrgäste.
Jeden Abend werden die Schienen mit einem Zweiwege-LKW vom Sand naher Dünen befreit, nach Sandstürmen kommen auch Fremdfirmen zum Einsatz.

## Sonstiges
Wegen der offenen Wüstengrenze zum Nachbarland Mali rechnen die Behörden mit der Gefahr von Entführungen und Lösegeld-Erpressungen. Bei der Einreise in die Stadt werden den Besuchern daher die Pässe abgenommen, und jeder Besucher erhält Polizeischutz.